# Lista parków narodowych w Kanadzie
Lista parków narodowych w Kanadzie zawiera 48 parków narodowych istniejących w Kanadzie w 2014 roku. Wszystkie parki narodowe zarządzane są przez federalną agencję Parks Canada.
| Nazwa                               | Prowincja/Terytorium                 | Rok utworzenia | Powierzchnia (km²) | Zdjęcie |
| ----------------------------------- | ------------------------------------ | -------------- | ------------------ | ------- |
| Park Narodowy Aulavik               | Terytoria Północno-Zachodnie         | 1992           | 12274              |         |
| Park Narodowy Auyuittuq             | Nunavut                              | 1976           | 21496              |         |
| Park Narodowy Banff                 | Alberta                              | 1885           | 6641               |         |
| Park Narodowy Wood Buffalo          | Alberta/Terytoria Północno-Zachodnie | 1922           | 44807              |         |
| Park Narodowy Bruce Peninsula       | Ontario                              | 1987           | 155                |         |
| Park Narodowy Cape Breton Highlands | Nowa Szkocja                         | 1936           | 948                |         |
| Park Narodowy Elk Island            | Alberta                              | 1913           | 194                |         |
| Park Narodowy Forillon              | Quebec                               | 1970           | 244                |         |
| Park Narodowy Fundy                 | Nowy Brunszwik                       | 1948           | 206                |         |
| Park Narodowy Georgian Bay Islands  | Ontario                              | 1929           | 13                 |         |
| Park Narodowy Glacier               | Kolumbia Brytyjska                   | 1886           | 1349               |         |
| Park Narodowy Grasslands            | Saskatchewan                         | 1981           | 907                |         |
| Park Narodowy Gros Morne            | Nowa Fundlandia i Labrador           | 1970           | 1805               |         |
| Park Narodowy Gulf Islands          | Kolumbia Brytyjska                   | 2003           | 33                 |         |
| Park Narodowy Gwaii Haanas          | Kolumbia Brytyjska                   | 1996           | 1495               |         |
| Park Narodowy Ivvavik               | Jukon                                | 1984           | 168                |         |
| Park Narodowy Jasper                | Alberta                              | 1907           | 10878              |         |
| Park Narodowy Kejimkujik            | Nowa Szkocja                         | 1974           | 403                |         |
| Park Narodowy Kluane                | Jukon                                | 1976           | 21980              |         |
| Park Narodowy Kootenay              | Kolumbia Brytyjska                   | 1920           | 1406               |         |
| Park Narodowy Kouchibouguac         | Nowy Brunszwik                       | 1979           | 238                |         |
| Park Narodowy La Mauricie           | Quebec                               | 1970           | 536                |         |
| Park Narodowy L’Archipel-de-Mingan  | Quebec                               | 1984           | 151                |         |
| Park Narodowy Mount Revelstoke      | Kolumbia Brytyjska                   | 1914           | 263                |         |
| Park Narodowy Naats'ihch'oh         | Terytoria Północno-Zachodnie         | 2012           | 4850               |         |
| Park Narodowy Nahanni               | Terytoria Północno-Zachodnie         | 1972           | 4700               |         |
| Park Narodowy Pacific Rim           | Kolumbia Brytyjska                   | 1970           | 511                |         |
| Park Narodowy Point Pelee           | Ontario                              | 1918           | 15                 |         |
| Park Narodowy Prince Albert         | Saskatchewan                         | 1927           | 3874               |         |
| Park Narodowy Prince Edward Island  | Wyspa Księcia Edwarda                | 1937           | 18                 |         |
| Park Narodowy Pukaskwa              | Ontario                              | 1983           | 1878               |         |
| Park Narodowy Quttinirpaaq          | Nunavut                              | 1988           | 37775              |         |
| Park Narodowy Riding Mountain       | Manitoba                             | 1929           | 2970               |         |
| Park Narodowy Sable Island          | Nowa Szkocja                         | 2011           | 34                 |         |
| Park Narodowy Sirmilik              | Nunavut                              | 1999           | 22200              |         |
| Park Narodowy St. Lawrence Islands  | Ontario                              | 1904           | 9                  |         |
| Park Narodowy Terra Nova            | Nowa Fundlandia i Labrador           | 1957           | 396                |         |
| Park Narodowy Torngat Mountains     | Nowa Fundlandia i Labrador           | 2005           | 9600               |         |
| Park Narodowy Tuktut Nogait         | Terytoria Północno-Zachodnie         | 1996           | 16370              |         |
| Park Narodowy Ukkusiksalik          | Nunavut                              | 2003           | 20500              |         |
| Park Narodowy Vuntut                | Jukon                                | 1995           | 4345               |         |
| Park Narodowy Wapusk                | Manitoba                             | 1996           | 11475              |         |
| Park Narodowy Waterton Lakes        | Alberta                              | 1895           | 525                |         |
| Park Narodowy Yoho                  | Kolumbia Brytyjska                   | 1886           | 1313               |         |

      obszary wpisane na listę światowego dziedzictwa UNESCO